# Association pour les droits des gai(e)s du Québec
L'Association pour les droits des gai(e)s du Québec (ADGQ) est une organisation québécoise qui défend les droits des homosexuels entre 1976 et 1986. Sans appartenance politique ou religieuse, cette association vise à soutenir la reconnaissance de droits civils et à mettre un terme à la discrimination contre les gais et les lesbiennes.

## Historique
Ron Dayman, auteur d'un mémoire présenté à la Commission des droits de la personne, est l'un des militants les plus actifs de l'Association pour les droits des gai(e)s du Québec.
De 1979 à 1982, l'ADGQ soutient la distribution gratuite de la revue d'information et de contre-culture Le Berdache pour remplacer la revue Gai(es) du Québec. Ce magazine publie jusqu'à 6 000 exemplaires.
 L'ADGQ organise la réponse à la descente policière du Truxx ainsi que les premières marches de fierté gaie au Québec, à la fin des années 1970. Deux mille personnes ont protesté contre le raid, dans le cadre de ce qui était la manifestation gay la plus militante organisée au Canada à l'époque.

## Description
L'ADGQ se positionne comme le porte-parole principal de la population gaie du Québec auprès des gouvernements et des organismes de protection des droits de la personne,
Le nom de l'organisme inclut le mot gai avec un « e » entre parenthèses dans le but d'inclure les lesbiennes dans le regroupement.
L'association organise des danses qui peuvent accueillir entre 600 et 2 000 personnes pour se financer. Ils ont également été les organisateurs de la Gay Pride Week qui a attiré des milliers de personnes.